# Rosa pulcherrima
Rosa pulcherrima är en rosväxtart som beskrevs av Gen-Iti Koidzumi. Rosa pulcherrima ingår i släktet rosor, och familjen rosväxter.

## Underarter
Arten delas in i följande underarter:
- R. p. kanaii
- R. p. multionoei